# Luiz Henrique
Luiz Henrique (Pirapora, Brasil; 20 de agosto de 1968) es un exfutbolista de Brasil que jugaba en la posición de centrocampista.

## Carrera

### Club
| Periodo   | Club             |
| --------- | ---------------- |
| 1987      | Catuense Futebol |
| 1987      | CR Flamengo      |
| 1988–1990 | Catuense Futebol |
| 1990–1992 | EC Bahia         |
| 1992      | SE Palmeiras     |
| 1992–1993 | AS Monaco        |
| 1994–1997 | Fluminense FC    |
| 1998      | Paraná Clube     |
| 2000–2001 | Veranópolis ECRC |
| 2001      | Clube Esportivo  |
| 2001–2002 | Al Jazira Club   |

### Selección nacional
Jugó para Brasil en 22 ocasiones de 1990 a 1993 y anotó siete goles; participó en dos ediciones de la Copa América.